# Чагосцы

Флаг движения за возвращение на Чагос

Чагосцы (илуа́, диегогарсийцы, индочагосцы; фр. Îlois — «островитяне») — небольшая этническая группа, преимущественно африканского и частично индийского происхождения, говорящая на креольском языке. Являются потомками рабов, завезённых в XIX веке французами и англичанами на архипелаг Чагос для работы на кокосовых плантациях.

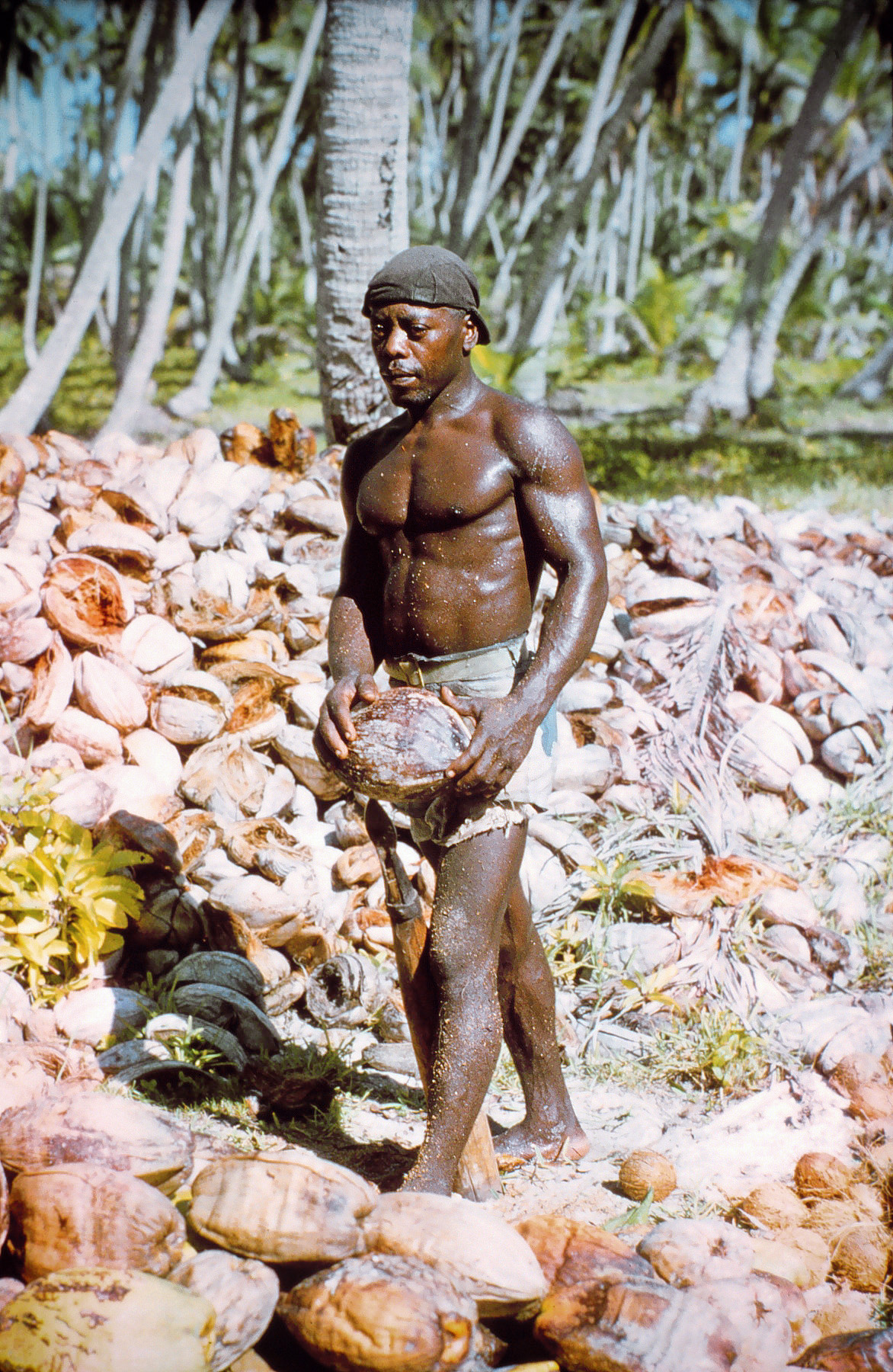
Чагосец, известный как «Самсон», сфотографированный бригадой Национальной геодезической службы США в 1969 г.

## История
До конца 1960-х — начала 1970-х годов чагосцы проживали преимущественно на острове Диего-Гарсия, а также на атолле Саломон. К 1973 году всё население островов (около 1000 человек) было депортировано по выбору — на Сейшельские острова или Маврикий, из-за строительства военной базы США, которые получили архипелаг в аренду от Великобритании. С этого времени представители чагосцев ведут борьбу, в том числе судебную, за возвращение на остров. По состоянию на 2016 год проблема затрагивала интересы около 10000 чагосцев и их потомков, многие из которых получили британское гражданство и проживают в Великобритании. По словам представителей британских властей, в настоящее время на островах полностью отсутствуют условия для самостоятельной жизни людей.
Язык — чагосский креольский (en:Chagossian creole), диалект маврикийского креольского.